# 6.ª Divisão SS de Montanha Nord
A 6.ª SS Divisão de Montanha "Nord" era uma unidade alemã da Waffen SS durante a Segunda Guerra Mundial, foi formada em fevereiro de 1941 com o nome de SS Kampfgruppe Nord (SS Grupo de Batalha do Norte).
A divisão era a única unidade da Waffen SS que lutou no Círculo Polar Ártico especificamente na Finlândia e ao norte da Rússia entre junho e novembro de 1941. Lutaram na Carélia finlandesa até ao armistício em setembro de 1944, quando marcharam 1600 km a pé através da Finlândia e da Noruega. Ao chegarem à Dinamarca, em dezembro, foram transferidos para a Alemanha Ocidental. Lutaram na ofensiva North Wind em janeiro de 1945, onde sofreram pesadas perdas e se renderam às forças americanas na Áustria no final da guerra.

## Formação
Depois da Campanha norueguesa e a rendição da Noruega, Adolf Hitler não queria unidades da Wehrmacht (exército regular) para guardar a nova fronteira entre a Noruega ocupada e a União Soviética, criado quando Joseph Stalin anexou a Finlândia setentrional, então ele decidiu enviar unidades da SS-Totenkopfverbände, formada a partir dos guardas dos campos de concentração.
A primeira unidade a montar a divisão em Kirkenes, foi o Batalhão SS Reitz, em homenagem a seu comandante Obersturmbannführer Wilhelm Reitz. O Regimento SS 9 "Totenkopf", liderado por Obersturmbannführer Ernst Deutsch foi somado logo em seguida.
A divisão foi formada na Primavera de 1941, pelos 6.º e 7.º Regimentos SS, logo que se formou a divisão foi alocada em posições em Salla no norte da Finlândia. A formação foi bem equipados, mas mal treinados, e o comandante geral Nikolaus von Falkenhorst não confiava em sua capacidade de luta.

## Ordem de Batalha
- Funcionários da Divisão
- 11.º Regimento SS de Montanha "Reinhard Heydrich"
- 12.º Regimento SS de Montanha "Michael Gaissmair"
- 6.º Regimento SS de Artilharia de Montanha
- 6.º Regimento SS de Bateria de Assalto
- 5.º Regimento SS de Infantaria de Montanha
- 9.º Regimento SS de Infantaria (até 1943)
- SS Schützen (Rifle) Battalion (mot) 6
- SS Gebirgs Panzerjäger (Tank Hunter) Battalion 6
- SS Skijäger-Batallon "Norwegen" (Succeeded the Skicompany from 1943. Mostly Norwegian volunteers)
- SS Flak Battalion 6
- SS Gebirgs Signals Battalion (mot) 6
- SS Gebirgs Reconnaissance Battalion (mot) 6
- SS Gebirgs Pionier Battalion 6
- SS Dina 6
- SS Bekleidungs-instandsetzung (clothing repair) Company 6
- 6.º Companhia SS Medica
- 6.º Companhia SS Veterinária
- 6.º Pelotão SS de Relatório de Guerra
- 6.º Tropa SS de Policia Militar
- 2.º Companhia SS Politica (consistia em voluntários Noruegueses, subordinados a AA6 por um curto período)
- 3 SS Police & SS Company (consisted of Norwegian volunteers, replaced the destroyed 3./Skijegerbataljon June 1944)